# Kristine Hanson
Kristine Hanson (Illinois, 23 de septiembre de 1951) es una presentadora de televisión estadounidense que también fue  Playmate del Mes para la revista Playboy en septiembre de 1974. Fue fotografiada por David Chan. 
Actualmente es la presentadora de The Dirt on Gardening en DIY Network.
Hanson ha sido meteoróloga en KTXL, KOVR y KCRA en Sacramento, en KTVU, KGO, y KRON en San Francisco, y KZST en Santa Rosa.
Ganó un Premio Emmy y el primer puesto en el American Women in Radio and Television.
Tiene grados en Ciencias de la comunicación y Teatro por la Universidad Estatal de Sacramento y un grado en Meteorología por la Universidad Estatal de San Francisco.